# 熱海新道

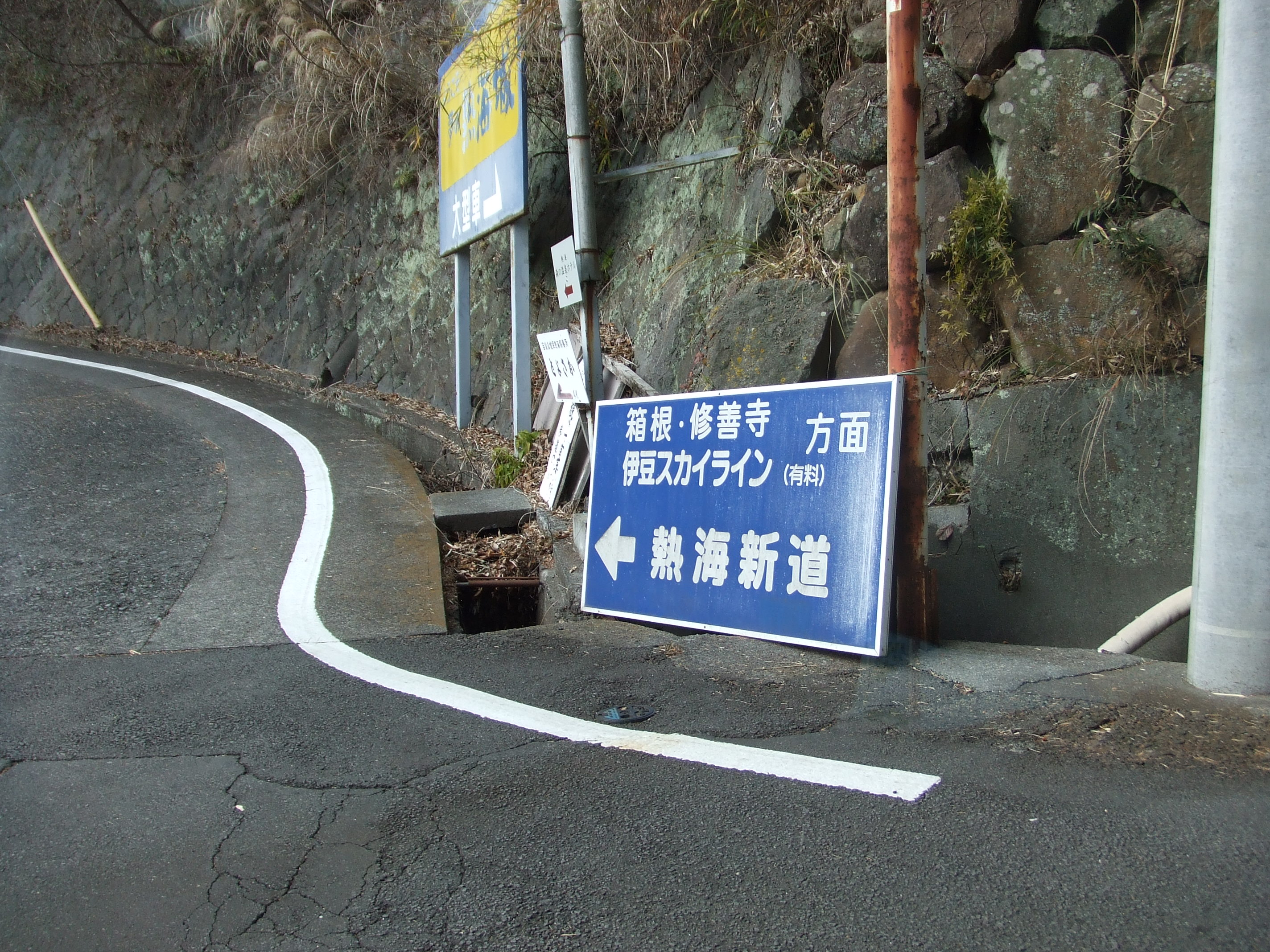
熱海城付近に残る熱海新道の標識

熱海新道（あたみしんどう）は静岡県熱海市の錦ヶ浦付近と、同県田方郡函南町の有料道路伊豆スカイラインの玄岳ICを結ぶ道路の現在の通称、又はその前身であるかつて存在した有料道路の名称である。

## 地理及び道路状況
熱海市街地の南端（錦ヶ浦・熱海城付近）と伊豆スカイラインの玄岳ICを結ぶ路線で、有料道路時代の事業者である小松地所が造成した熱海自然郷を沿線に持つなど観光目的の強い道路である。急峻な山を海岸線から上昇するため、途中は10%以上の急勾配である。
有料道路時代は一般自動車道であったため原付自転車・軽車両等・歩行者の通行が禁止されていた。現在は特に通行規制は無いが、終点で接続する伊豆スカイラインは一般自動車道であり、これらの車両等は通り抜けができないため注意が必要である。

## 概要
現在は、玄岳ICランプウェイ部分（静岡県道路公社管理）を除き、熱海市道として熱海市が管理している。
なお、有料道路時代の路線概要は次の通りである。
- 延長：6.4km（うち、3.1kmは1980年に無料開放）
- 起点（旧）：静岡県熱海市熱海（仏舎利塔入口付近）
- 起点（新）：静岡県熱海市熱海（熱海自然郷管理事務所付近）
- 終点：静岡県田方郡函南町畑（伊豆スカイライン玄岳IC）
- 車線数：2車線
- 根拠法：道路運送法（一般自動車道事業）
- 事業者：小松地所株式会社（1997年解散）

## 沿革
伊豆・箱根地区が首都圏からの観光地としてブームとなっていた1964年（昭和39年）に小松地所が熱海市街の南西一帯を温泉別荘地として大規模開発する「熱海自然郷」構想を発表した。当路線はこの「熱海自然郷」への連絡道路として同社により建設されたことに端を発する。同社が道路運送法を根拠法とする一般自動車道事業による有料道路として1966年（昭和41年）に供用開始した。
ところがかつて箱根山戦争と呼ばれるほどの伊豆箱根地区の観光地開発は既に末期を迎えており、観光地の多様化とともに熱海地区の観光地としての地位が低下、次第に当路線の利用者も減少した。ここに過大な減価償却費の負担もあり損益が悪化。このため、当路線の東半分（3.1km）を1979年（昭和54年）末に熱海市に無償譲渡し無料開放された。
その後も残り区間を有料道路として営業継続したが、バブル崩壊の影響を受け小松地所本体が経営悪化により解散することになったため、1997年（平成9年）3月末をもって残り区間（3.3km）も営業を終了。熱海市と静岡県道路公社に無償譲渡し無料開放された。
なお、全線営業終了時の譲渡先に県道路公社が含まれているのは、伊豆スカイラインの玄岳ICランプ部（0.2km）を同公社に譲渡したためである。

### 年表
- 1964年（昭和39年）5月21日：小松地所株式会社が国から事業免許を取得、建設開始。
- 1966年（昭和41年）7月30日：一般自動車道事業による有料道路として供用開始。
- 1979年（昭和54年）12月31日：旧起点 - 熱海自然郷管理事務所前（3.1km）の営業終了。
- 1980年（昭和55年）1月1日：上記区間を熱海市に無償譲渡し無料開放。
- 1997年（平成9年）3月31日：残余区間（熱海自然郷管理事務所前 - 玄岳IC、3.3km）営業終了。
- 1997年（平成9年）4月1日：上記区間を熱海市と静岡県道路公社に無償譲渡し無料開放。

## 通行料金・料金所施設

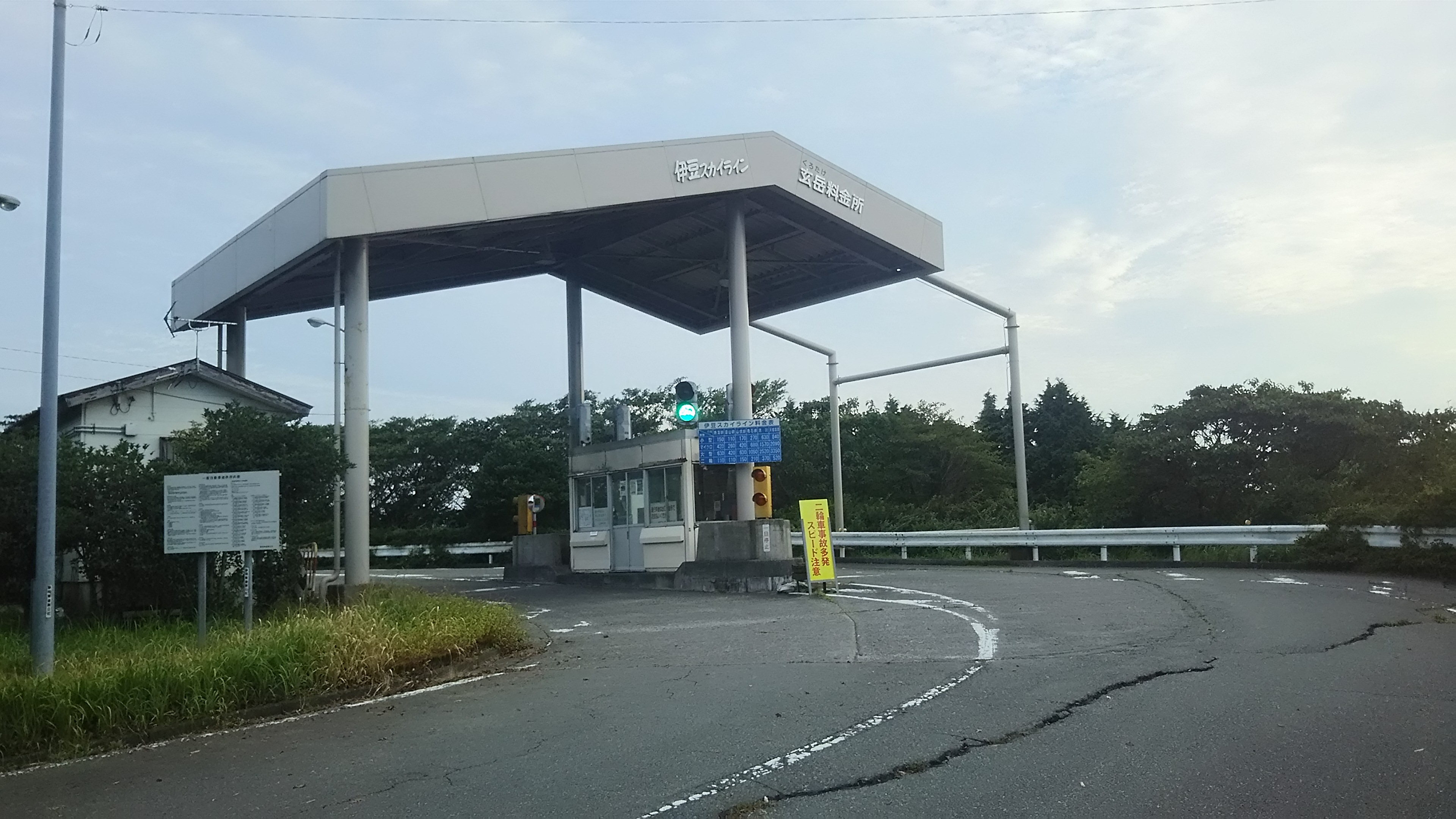
伊豆スカイライン玄岳インターチェンジ料金所

有料道路時代、当初は料金所が旧起点付近と玄岳IC付近の2ヶ所に設置されていた。両者とも屋根付き・1ブース2レーンの簡素な施設だった。1979年の一部無料開放後は後者だけが残され、現在は屋根を改築の上、伊豆スカイラインの玄岳料金所に転用されている。
以下、有料道路時代の通行料金を示す。
- 1985年（昭和60年）頃：自動二輪車：150円/軽自動車・普通車：230円/マイクロバス：550円/大型バス：900円
- 営業終了時：自動二輪車：200円/軽自動車・普通車：300円/マイクロバス：700円/大型バス：1,200円